# سامسونگ اس‌جی‌اچ-آ۱۷۷
سامسونگ اس‌جی‌اچ-آ۱۷۷ یک‌نمونه از گوشی‌های تلفن همراه سری A شرکت سامسونگ می باشد که توسط همین شرکت به بازار عرضه شده‌است.